# AFFF
AFFF (gesprochen: A3F) ist die Abkürzung für Aqueous Film Forming Foam (deutsch etwa ‚wasserfilmbildendes Schaummittel‘), ein synthetisches Schaummittel, welches dem Wasser zur Schaumerzeugung, vor allem zum Löschen von Flüssigkeitsbränden, zugesetzt wird.
Als Synonym wurde früher häufig Light Water verwendet. Dabei handelt es sich jedoch um einen Markennamen der Firma 3M. Unter diesem Namen entwickelte 3M in den 1960er-Jahren als erster Hersteller ein AFFF-Schaummittel und konnte dieses weltweit erfolgreich vermarkten. Light Water wird auch gelegentlich fälschlicherweise als generelle Bezeichnung für Netzwasser benutzt. Der Flughafen Zürich war 1968 der erste Flughafen in Europa, der AFFF einsetzte.

## Wirkungsweise
Die Besonderheit des AFFF gegenüber beispielsweise den gebräuchlicheren Mehrbereichsschaummitteln ist die durch die enthaltenen Fluortenside gegebene Fähigkeit der Ausbildung eines wasserhaltigen Filmes zwischen Schaum und brennbarer Flüssigkeit. Diese Eigenschaft wird durch die im AFFF enthaltenen per- und polyfluorierten Alkylverbindungen ermöglicht: diese Moleküle sind an einem Ende hydrophil (Wasser anziehend), am anderen Ende jedoch hydro- und lipophob. Sie „docken“ an einer Seite an Wassermolekülen an, das freie Ende jedoch mischt sich weder mit öligen noch mit wässrigen Stoffen. Diese Abstoßung ist so groß, dass der wässrige Tensidfilm nicht unter den leichteren unpolaren Brennstoff (etwa Mineralölprodukt) durchsinken kann, sondern stattdessen auf der Oberfläche einen Film ausbildet.
Dieser Film ist dampfdicht und ermöglicht durch bessere Gleitfähigkeit eine schnellere Ausbreitung (Spreitung) des Schaumteppichs auf der Flüssigkeitsoberfläche.
Außerdem mindern die Fluortenside den Fuel-Pick-Up-Effekt. Wenn Schaum in den Brennstoff eintaucht, nimmt er einen Teil davon auf und kann dadurch teilweise zerstört werden. Die Fluortenside drängen den Brennstoff jedoch durch ihre lipophobe Eigenschaft aus dem Schaum heraus und machen ihn weniger empfindlich für die Zerstörung durch den Fuel-Pick-Up-Effekt.

## Einsatz
Standard-AFFF sind, wie die meisten anderen gebräuchlichen Schaummittel auch, nur zur Bekämpfung von Bränden unpolarer Flüssigkeiten (Öl, Kraftstoff, viele Erdölprodukte) geeignet.
Sollten größere Mengen polarer Flüssigkeiten wie beispielsweise Alkohole oder Ketone in Brand geraten, sind spezielle alkoholbeständige Schaummittel notwendig. Die Eignung für polare Flüssigkeiten wird mit angehängten Kürzeln wie beispielsweise AR (Alcohol Resistant), ARC (Alcohol Resistant Concentrate) oder ATC (Alcohol Type Concentrate) angegeben. So stünde beispielsweise die Abkürzung „AFFF-AR“ für ein alkoholbeständiges, wasserfilmbildendes Schaummittel.
Auf polaren Flüssigkeiten bildet sich kein Wasserfilm aus. Wird dort ein Film gewünscht, so kommen polymerfilmbildende Schaummittel zum Einsatz. AFFF-AR sind gleichzeitig Wasser- (bei unpolaren Flüssigkeiten) und Polymerfilmbildend (bei polaren Flüssigkeiten).
Die Zumischrate der AFFF ist vom Produkt abhängig, sie liegt zwischen 1 % und 6 %. Es ist auch möglich, dass für ein Produkt zwei Zumischraten angegeben sind, dann handelt es sich um ein alkoholbeständiges AFFF, wobei die zweite Zahl in der Regel die Zumischrate für polaren Flüssigkeiten, wie beispielsweise Alkoholen, angibt.
Mit den meisten AFFF-Schaumbildnern lässt sich Schwer- und Mittelschaum erzeugen.

## Umwelt- und Gesundheitsaspekte
Einige der in AFFF enthaltenen per- und polyfluorierten Alkylverbindungen (PFAS) bzw. ihre Abbaustoffe gelten als persistente organische Schadstoffe. Bislang sind Perfluoroctansulfonsäure (PFOS), Perfluoroctansäure (PFOA) und Perfluorcarbonsäuren mit einer Kettenlänge von 9 bis 14 Kohlenstoffatomen im Molekül in der EU im Schaummittel verboten. Es gelten aber zeitliche beschränkte Ausnahmegenehmigungen. Perfluorhexansulfonsäure (PFHxS) wurde im Sommer 2022 in den Anhang A des Stockholmer Übereinkommens aufgenommen. In der EU muss diese Regulierung jedoch noch in die POP-Verordnung aufgenommen werden.
Aufgrund dieser Verbote enthalten heutige AFFF-Schaummittel anstelle der früher verwendeten langkettigen PFAS wie PFOS sogenannte C6-Telomere wie etwa Perfluoralkylbetaine (z. B. Capstone Fluorosurfactant 1183 oder Capstone Produkt B), die in der Umwelt aber ebenso persistent und zusätzlich mobiler sind. Durch den Einschub einer C2H4-Einheit zwischen perfluorierter Kette und polarer Gruppe wird das Telomer zu Fluortelomersulfonaten abgebaut. Die heutigen PFAS gelten daher als Vorläuferstoffe der Perfluorhexansäure (PFHxA), für die ein Regulierungsvorschlag bereits besteht. Es gibt weitere Bestrebungen auf europäischer und internationaler Ebene weitere PFAS zu regulieren und insbesondere die Verwendung in AFFF weitgehend zu beschränken. Die US-Bundesstaaten Kalifornien, Colorado, Connecticut, Illinois, Maine, Minnesota, New Hampshire, New York und Washington führten bereits weitreichende Verbote von PFAS-haltigen Löschmitteln ein.
Etliche Feuerwehren haben bereits freiwillig auf fluorfreie Schaumlöschmittel umgestellt, u. a. diejenigen der Flughäfen London Heathrow und Paris Charles de Gaulle, die zu den größten in Europa gehören. Laut der International Association of Fire Fighters (IAFF) stehen gegenwärtig 90 fluorfreie Schaumlöschmittel von 22 Herstellern zur Auswahl.